# Lumea Pierdută (platou carstic)
Lumea Pierdută (platou carstic) este o arie protejată de interes național ce corespunde categoriei a IV-a IUCN (rezervație naturală de tip mixt), situat în nord-vestul Transilvaniei, pe teritoriul județului Bihor

## Localizare
Aria naturală se află în extremitatea sud-estică a județului Bihor (în ramura nordică a Munților Bihorului, grupă montană a Apusenilor ce aparține lanțului carpatic al Occidentalilor), pe teritoriul administrativ estic al comunei Pietroasa, în zona turistică Padiș din Parcul Natural Apuseni.

## Descriere
Rezervația naturală cu o suprafață de 39 hectare a fost declarată arie protejată prin Legea Nr.5 din 6 martie 2000 (privind aprobarea Planului de amenajare a teritoriului național - Secțiunea a III-a - zone protejate, publicată în Monitorul Oficial al României, Nr.152 din 12 aprilie 2000) și se suprapune ariei de protecție specială avifaunistică - Munții Apuseni - Vlădeasa.
Din punct de vedere hidrografic aici apar două văi: Pârâul Ursului și Pârâul Sec, care au izvoarele apropiate și se unesc în aval delimitând un platou izolat de regiunile din jur. 
Platoul Lumea Pierdută ascunde în subteran o imensă rețea de galerii active, trădată la suprafață de existența unor doline mascate de vegetație. Două dintre acestea sunt porți de intrare în subteran, prin avene (Avenul Negru, Avenul Gemănata, Avenul Acoperit) cu verticale spectaculoase, printre cele mai mari în patrimoniul carstic românesc.
Rețeaua subterană drenează apa din Pârâul Sec, care iese prin izbucul "Izvorul Rece", situat în limita vestică a platoului, lângă Pârâul Ursului. Pârâul Sec rămâne astfel fără apă.
Pârâul Ursului își are izvoarele pe Muntele Gârdișoara. 
Peștera Căput este colectoarea tuturor apelor din acest bazin hidrografic, având o galerie descendentă în trepte, cu numeroase cascade. Apele sunt drenate spre galeria subterană a Cetăților Ponorului. 

## Obiective turistice aflate în vecinătate
- Biserica de lemn „Pogorârea Sf. Gheorghe” din Cociuba Mică, lăcaș de cult (ridicat în secolul al XVIII-lea) aflat pe lista monumentelor istorice sub codul LMI BH-II-m-B-01136.
- Biserica de lemn „Sf.Dimitrie” din Fânațe, construcție 1796, monument istoric (cod LMI BH-II-m-A-01145).
- Barajul Leșu și zona turistică Padiș.
- Rezervațiile naturale: Avenul Borțigului, Complexul Carstic din Valea Ponorului, Fâneața Izvoarelor Crișul Pietros, Groapa Ruginoasa - Valea Seacă, Molhașurile din Valea Izbucelor, Groapa de la Bârsa, Pietrele Galbenei, Piatra Bulzului, Pietrele Boghii, Platoul Carstic Padiș, Poiana Floră, Peștera lui Micula, Peștera Urșilor,ilor Săritoarea Bohodeiului, Valea Galbenei și Vârful Biserica Moțului.